# 2013 LU35
2013 LU35, também escrito como 2013 LU35, é um corpo celeste que está localizado no disco disperso, uma região do Sistema Solar. O mesmo possui uma magnitude absoluta de 9,9 e tem um diâmetro com cerca de 46 km.

## Descoberta
2013 LU35 foi descoberto no dia 5 de junho de 2013 pelo New Horizons KBO Search.

## Órbita
A órbita de 2013 LU35 tem uma excentricidade de 0,536 e possui um semieixo maior de 58,262 UA. O seu periélio leva o mesmo a uma distância de 27,051 UA em relação ao Sol e seu afélio a 89,473 UA.